# Divinka
Divinka (Hongaars: Kisdivény) is een Slowaakse gemeente in de regio Žilina, en maakt deel uit van het district Žilina. Divinka telt 1024 inwoners (2017).

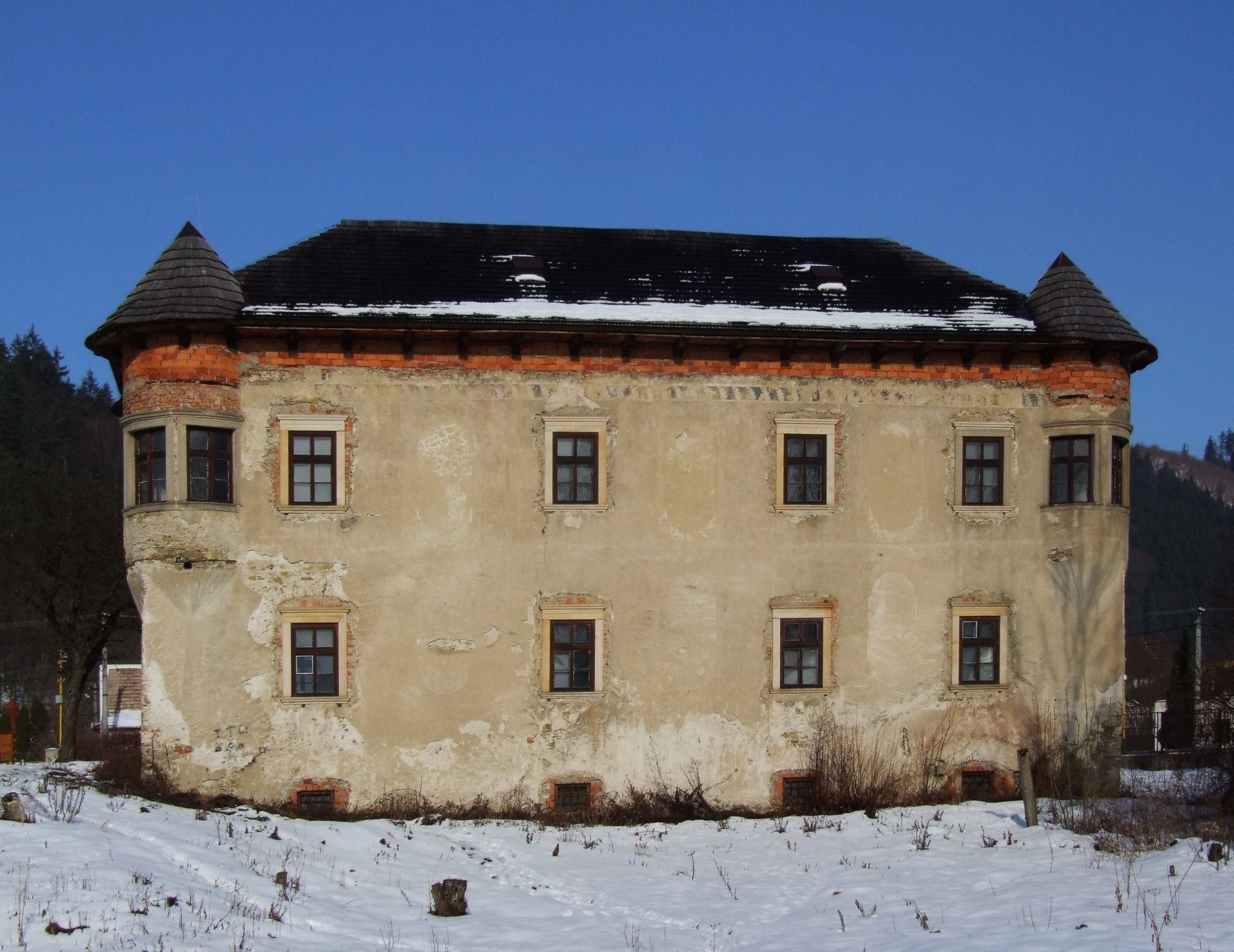
Herenhuis